# Silvestriola mescheryakovi
Silvestriola mescheryakovi är en tvåvingeart som beskrevs av Fedotova och Vasily S. Sidorenko 2004. Silvestriola mescheryakovi ingår i släktet Silvestriola och familjen gallmyggor. Inga underarter finns listade i Catalogue of Life.